# Mare de Déu de Barrulles
Mare de Déu de Barrulles és una petita ermita del municipi de Capafonts (Baix Camp) inclosa en l'Inventari del Patrimoni Arquitectònic de Catalunya.

## Descripció
L'edifici és d'una nau de planta rectangular. La reconstrucció-restauració permet veure el tipus de parament, de carreuó i paredat de reble. La coberta actual és una teulada a dues vessants. La porta és d'arc rodó dovellat i està acompanyada de dues petites finestres, una a cada costat d'ella. Sobre la façana, hi ha un campanar de paret (o espadanya) fet de pedra amb una campana. També hi ha una capella lateral. L'interior és totalment nou.

## Història
Té origen possiblement ja a l'època del repoblament del segle xii. Un document de 1225 parla d'ermitans: "fratri Petro et fratri Berengario de Barrullis". Un altre de 1517 esmenta "lo camí que va a Barules". El nom de l'ermita s'estengué a la partida, així, en 1880 trobem "pieza de tierra en Borrullas" i en 1891 "Barrulles". Degut al mal estat de l'ermita, la imatges de la Mare de Déu fou traslladada a un altar de l'església parroquial de Capafonts, deixant-s'hi però la part que restava de l'antic retaule. Durant la guerra de 1936-39 la imatge, d'alabastre policromat d'uns 80 cms. D'alçada (datable en torn el segle XV), desaparegué. Per iniciativa del rector Anton Novell, l'ermita fou refeta l'any 1956. Actualment, i des de fa uns anys, l'entorn està adaptat per la funció de colònies juvenils d'estiu.